# Ty - mne, ja - tebe
Ty - mne, ja - tebe (Ты — мне, я — тебе) è un film del 1976 diretto da Aleksandr Seryj.

## Trama
Il film racconta i fratelli gemelli, uno dei quali si gode la vita a Mosca, e l'altro lavora come ispettore del controllo del pesce nel suo villaggio natale. Ma all'improvviso accadde un disastro e il primo dovette sostituire il secondo.